# ماسا یاگاماچی
ماسا یاگاماچی (به انگلیسی: Masa Yamaguchi) (زاده ۱۹۷۴) بازیگر انگلیسی است.
از فیلم‌های معروف او می‌توان به بازی در محکوم شده اشاره کرد.